# 瓦恩普雷里鎮區 (阿肯色州克勞福德縣)
瓦恩普雷里鎮區（英語：Vine Prairie Township）是位於美國阿肯色州克勞福德縣的一個行政鎮區。

## 地方資料
瓦恩普雷里鎮區的面積為39.34平方千米，當中陸地面積為37.20平方千米，而水域面積為2.14平方千米。根據2010年美國人口普查的數據，當地共有人口422人，而人口密度為每平方千米10.73人。